# Hanns Lippmann
Pour les articles homonymes, voir Lippmann.
Hanns Lippmann, de son vrai nom Hans Lippmann (né vers 1890 à Labischin, mort le 4 décembre 1929 à Berlin) est un producteur allemand de cinéma.

## Biographie
On sait très peu de choses sur sa vie personnelle. Il rejoint Bioskop-Film en mai 1914 et, après que le directeur de l'époque, Zeiske, quitte l'entreprise, la reprend et la continue à son compte.
En avril 1917, il fonde avec Victor Altmann Umbina Film Compagnie GmbH (1917-1922) et en septembre Film-Atelier-Verwertungs-GmbH. Selon l'inscription au registre du commerce, l'objet de cette dernière société est « l'exploitation en commun de studios de cinéma à Berlin et ses environs afin d'économiser du carburant, de la lumière, des moyens de transport et de la main-d'œuvre ».
Le 30 décembre 1918, Lippmann fonde la filiale de l'UFA, Gloria Film GmbH. En janvier 1921, il devient également directeur général de Henny-Porten-Film GmbH.
Il est également l'initiateur de la construction du cinéma berlinois Gloria-Palast (de).

## Filmographie
- 1915 : Le Golem
- 1915 : Der Silbertunnel
- 1916 : Für den Ruhm des Geliebten
- 1916 : Homunculus
- 1916 : BZ-Maxe & Co.
- 1916 : Das Wunder der Madonna (de)
- 1916 : Das Haus der Leidenschaften
- 1917 : Der Golem und die Tänzerin (de)
- 1917 : Wenn Tote sprechen (de)
- 1917 : Ahasver
- 1917 : Die Memoiren der Tragödin Thamar
- 1918 : Das Spitzentuch der Fürstin Wolkowska (de)
- 1918 : Der Weg des Todes (de)
- 1918 : Das große Opfer
- 1919 : Prinz Kuckuck
- 1920 : Patience
- 1920 : Der weiße Pfau (de)
- 1920 : Whitechapel
- 1920 : Herztrumpf
- 1920 : Der Mord ohne Täter (de)
- 1921 : Die Verschwörung zu Genua
- 1921 : Mann über Bord (de)
- 1921 : Nachtbesuch in der Northernbank
- 1921 : Die Geierwally
- 1921 : Die Jagd nach Wahrheit
- 1921 : Escalier de service
- 1922 : Kinder der Finsternis
- 1922 : Frauenopfer (de)
- 1922 : Boris Godounov
- 1923 : Die grüne Manuela (de)
- 1923 : Inge Larsen
- 1924 : Mensch gegen Mensch (de)
- 1924 : La Belle Aventure
- 1925 : Soll man heiraten?
- 1925 : Liebesgeschichten
- 1926 : Der Mann aus dem Jenseits
- 1927 : Wenn der junge Wein blüht